# Paula West
Paula West es una cantante norteamericana de jazz  y cabaret conocida por su potente voz de contralto y por sus interpretaciones sensibles de una ecléctica selección de canciones que van más allá de los estándars de jazz y cabaret.

## Carrera temprana
West nació el 4 de abril de 1959 y creció en el área de San Diego, en California, hija de una familia del Cuerpo de Marina.  Como niña no estuvo muy expuesta a la música de jazz, ya que su padre prefería la música clásica.  Ella sólo empezó a explorar el jazz y la música vocal de jazz durante su periodo universitario; estas exploraciones se hicieron más serias y focalizadas cuándo se traslada a San Francisco después de graduarse como universitaria.  También ha lamentado que "nunca canté en la iglesia".
Llega a San Francisco en 1988 y trabaja como camarera (de hecho mantiene un trabajo u otro muchos años hasta que su carrera de cantante estuvo bien establecida).  Durante esa época, gradualmente ha empezado a aparecer en jam sessions, en el curso de las cuales conoce al pianista Ken Muir, quién finalmente se convierte en su acompañante de largo recorrido. También emprende un programa de estudio vocal serio mientras continúa apareciendo en locales musicales.

## Años 90
A través del boca oreja del área de la Bahía de San Francisco, West ha empezado a conseguir residencias de una y dos semanas en los locales musicales de los hoteles de San Francisco, más notablemente el Ritz-Carlton.  Durante este periodo empieza a refinar los elementos distintivos de su aproximación a sus expectativas como cantante de jazz/cabaret: atención prudente a las letras de las canciones (" canto los versos," explica), capacidad de sostener notas sin uso del vibrato, disposición a re-imaginar los estándares que canta y un ansia para identificar canciones dignas que no se encuentran normalmente dentro del repertorio de jazz/cabaret.
Como una ilustración del último punto,  ha interpretado o grabado canciones no estándars como el tema de Bob Dylan  "Subterranean Homesick Blues" y "Mr. Tambourine Man", "If I Only Had A Brain" de El Mago de Oz,  de los Beatles "Fixin' A Hole", de Ella Mae Morse "Cow Cow Boogie", "Who Will Buy" de Oliver!, de Bert Williams "Nobody" y de Johnny Cash "Folsom Prison Blues", así como "Danny Boy", para mencionar solo algunas.
West ha actuado predominantemente en clubs de San Francisco y Nueva York, con actuaciones ocasionales en Europa. Durante diez años tiene un mes de residencia en el Empire Plush Room en el Hotel York en San Francisco (ahora cerrado).  También hace temporadas de actuaciones en la Oak Room del Hotel Algonquin en Nueva York.

## 2000 al presente
Durante varios años actúa con Eric Reed y los críticos toman nota de que su carrera "se dirige en la dirección correcta." Stephen Holden, The New York Times, 29 de octubre de 2004
En 2007 empezó a actuar con el pianista y arreglista George Mesterhazy (quién acompañó a Shirley Horn al final de su carrera), y su trabajo juntos ha sido elogiado en el New York Times, ”Ms. West está acompañada por el Cuarteto de George Mesterhazy, cuyo líder, pianista y arreglista comparte su pasión para llevar a las canciones en direcciones inesperadas, profundizando sus significados... “
Stephen Holden, The New York Times, 22 de octubre de 2007
Con este grupo ha hecho temporadas de actuaciones en el Empire Plush Room y el Rrazz Room en San Francisco. También en el Yoshi’s en San Francisco, en el revitalizado Fillmore Jazz District, y en New York en The Jazz Standard dode West, Mesterhazy y su Cuarteto graban su primer álbum en 11 años "Live at The Jazz Standard". 
En febrero de 2013 regresó a Nueva York para aparecer con Wynton Marsalis y la Orquesta de Jazz at Lincoln Center para actuar en el trabajo por el qué Marsalis ganó un Premio Pulitzer, "Blood on the Fields".

## Discografía

### Tentación (1997; autopublicado)

#### Lista de temas
- - Temptation (Arthur Freed/Nacio Herb Brown) - 6:01
  - There's No You (Hal Hopper/Tom Adair) - 5:15
  - You Came A Long Way From St. Louis (John Benson Brooks/Bob Russell) - 3:32
  - You'll See (Carroll Coates) - 6:08
  - Mountain Greenery (Richard Rodgers/Lorenz Hart) - 4:32
  - Don't Explain (Arthur Herzog/Billie Holiday) - 5:30
  - Nice and Easy (Lew Spence/Marylin and Alan Bergman) - 3:45
  - If I Only Had A Brain (Harold Arlen/E.Y. Harburg) - 5:46
  - Always True To You In My Fashion (Cole Porter) - 4:16
  - You're My Thrill (Sidney Clare/Jay Gorney) - 7:29
  - Tired (Allan Robert/Doris Fisher) - 4:38
  - Peel Me A Grape (David Frishberg) - 3:43
  - Skylark (Hoagy Carmichael/Johnny Mercer) - 5:54
  - Comes Love (Lew Brown/Sam H. Stept/Charlie Tobias) - 3:15
  - A Kiss To Build A Dream On (Bert Kalmar/Harry Ruby/Oscar Hammerstein) - 5:26

#### Personal
- - Paula West - vocales
  - Ken Muir - piano
  - Bill Douglass - bajo
  - Robert Kaufman - batería
  - Brad Buethe - guitarra
  - Dave Tidball - Clarinete, saxo
  - Allen Smith - trompeta

### Restless (1999; Noir Records, autopublicado)

#### Lista de temas
- - Who Will Buy? (Lionel Bart) - 3:33
  - Restless (Sam Coslow/Tom Satterfield) - 5:41
  - Don't Fence Me In (Cole Porter/Robert Fletcher) - 3:45
  - Waters Of March (Antonio Carlos Jobim) - 4:36
  - I'm A Fool To Want You (Frank Sinatra/Jack Wolf/Joel Herron) - 6:43
  - Fly Me To The Moon (Bart Howard) - 5:05
  - Some Cats Know (Jerry Leiber/Mike Stoller) - 7:19
  - Fixin' A Hole (John Lennon/Paul McCartney) - 3:49
  - Bread And Gravy (Hoagy Carmichael) - 4:25
  - Lover (Richard Rodgers/Lorenz Hart) - 4:34
  - They Say It's Wonderful (Irving Berlin) - 5:23
  - Witchcraft (Cy Coleman/Carolyn Leigh) - 3:47
  - Why Can't You Behave? (Cole Porter) - 5:48
  - Cow Cow Boogie (Don Raye/Gene de Paul/Benny Carter) - 3:00
  - Moments Like This (Frank Loesser/Burton Lane) - 5:41

#### Personal
- - Paula West - vocales
  - Ken Muir - piano (todos exceptuando 4, 11)
  - Brad Buethe - guitarra (3, 4, 8, 10, 11)
  - Al Obidinski - bajo (1, 2, 5, 6, 7, 9, 13); vocales (14)
  - Bill Douglass - bajo (3, 4, 8, 10, 12)
  - Tom Duckworth - batería (todos exceptuando 11)
  - Javier Navarrette - conga (1, 4, 7, 8)
  - Dave Tidball - Saxófono (4, 6, 7, 8)
  - Noel Jewkes - saxófono (8, 10, 12)
  - Allen Smith - trompeta (1, 2, 5, 8)
  - Jeremy Cohen - violín (3, 8, 11)

### Come What May (2001; Hi Horse Records, autopublicado)

#### Lista de temas
- - Caravan/Night In Tunisia (Duke Ellington/Irving Mills/Juan Tizol/Dizzy Gillespie/Frank Paparelli/Jon Hendricks) - 5:27
  - The Snake (Oscar Brown, Jr.) - 3:27
  - Big Stuff (Leonard Bernstein) - 3:39
  - Day In, Day Out (Rube Bloom/Johnny Mercer) - 5:25
  - Laura (David Raskin/Johnny Mercer) - 6:10
  - Blues In The Night (Harold Arlen/Johnny Mercer) - 8:19
  - You Fascinate Me So (Cy Coleman/Carolyn Leigh) - 4:28
  - Lush Life (Billy Strayhorn) - 5:27
  - Them There Eyes (Maceo Pinkard/Doris Tauber/William Tracey) - 3:35
  - You Will Be Loved (Murray Grand) - 5:35
  - Looking For A Boy (George Gershwin/Ira Gershwin) - 5:01
  - Here Lies Love (Ralph Rainger/Leo Robin) - 5:21
  - Bye Bye Blackbird (Ray Henderson/Mort Dixon) - 4:23
  - I Remember You (Victor Schertzinger/Johnny Mercer) - 6:45

#### Personal
- - Paula West - vocales
  - Ken Muir - piano
  - Bill Charlap - piano
  - Peter Bernstein - guitarra
  - Peter Washington - bajo
  - Victor Lewis - batería
  - Bobby Hutcherson - vibráfono
  - Rudy Bird - percusión
  - Frank Wess - saxos tenor y alto, flauta
  - Joe Temperley - saxo barítono, clarinete bajo
  - Ken Peplowski - clarinete
  - Don Byron - clarinete
  - Ryan Kisor - trompeta
  - John Blake - violín
  - Carlos Baptiste - violín
  - Richard Spencer - viola
  - Akua Dixon - chelo